# Gemeenschapssenator
Een gemeenschapssenator is een lid van de Belgische Senaat dat wordt aangesteld door het parlement van een gemeenschap.
De Belgische Senaat kent en kende verschillende soorten senatoren:
- Gecoöpteerde senatoren (1921-heden)
- Gemeenschapssenatoren of deelstaatsenatoren (1995-heden)
- Provinciale senatoren (1894-1995)
- Rechtstreeks verkozen senatoren (1831-2014)
- Senatoren van rechtswege (1853-1865, 1906-1909, 1927-1934, 1958-1993, 1994-2013)

Met de omvorming van België tot een federale Staat via de staatshervorming ontstond de nood aan een kamer waarin de deelstaten vertegenwoordigd zijn, zoals in de meeste federale landen (bijvoorbeeld de Senaat van de Verenigde Staten en de Bundesrat in Duitsland). Dit werd slechts gedeeltelijk gerealiseerd door de invoering van gemeenschapssenatoren in de Belgische Grondwet als een aparte categorie senatoren, omdat men niet wilde afstappen van de rechtstreekse verkiezingen. Hierdoor verliest de senaat zijn functie van "deelstaatkamer" gedeeltelijk, aangezien de inspraak van de deelstaten zo erg beperkt blijft en zij een grondwetswijziging of wijziging van een bijzondere wet niet kunnen tegenhouden (21 stemmen op een totaal van 71).
De gemeenschapssenatoren worden aangesteld door hun gemeenschapsparlement. De zetels worden - met uitzondering van de Duitstalige gemeenschapssenator die door het Parlement van de Duitstalige Gemeenschap onder zijn leden wordt verkozen - tussen de partijen verdeeld op basis van de verhoudingen in de verkiezingsresultaten van de rechtstreeks verkozen senatoren, waardoor de evenredige vertegenwoordiging bewaard blijft.  Voor de verdeling van deze zetels komen aldus alleen partijen in aanmerking die zowel een rechtstreeks verkozen senator hebben als verkozenen in een gemeenschapsparlement. Bovendien moet het in het deelstaatparlement gaan om verkozenen op dezelfde lijst, en dus niet op "overlopers" van andere partijen.
Om er voor te zorgen dat de Senaat nog steeds zijn functies zou kunnen uitoefenen op het moment dat de gemeenschapsparlementen ontbonden zijn, blijven de gemeenschapssenatoren in functie tot het gemeenschapsparlement hen in hun functie bevestigd heeft of opvolgers heeft aangewezen.
De Vlaamse Gemeenschap heeft net als de Franse Gemeenschap tien gemeenschapssenatoren. De Duitstalige Gemeenschap heeft één gemeenschapssenator. De pariteit die hier bestaat tussen Nederlandstaligen en Franstaligen had oorspronkelijk voor de hele Senaat moeten gelden. Dit plan werd echter afgevoerd en enkel behouden voor de gemeenschapssenatoren. Via de andere categorieën van senatoren worden de feitelijke verhoudingen tussen Nederlandstaligen en Franstaligen hersteld (41 Nederlandstaligen, 29 Franstaligen, 1 Duitstalige).
Na de verkiezingen van 2014 telt de senaat nog alleen gemeenschapssenatoren, deelstaatsenatoren genoemd, en gecoöpteerde senatoren.
rechtstreeks verkozen senator (1831-2014) - senator van rechtswege (1831-2014) - provinciaal senator (1893-1995) - gecoöpteerd senator (sinds 1921) - gemeenschapssenator/deelstaatsenator (sinds 1995)